# Natalie du Toit
Natalie du Toit (Ciudad del Cabo, 29 de enero de 1984) es una deportista sudafricana que compitió en natación adaptada. Ganó quince medallas en los Juegos Paralímpicos de Verano entre los años 2004 y 2012.

## Palmarés internacional
| Juegos Paralímpicos | Juegos Paralímpicos   | Juegos Paralímpicos | Juegos Paralímpicos |
| Año                 | Lugar                 | Medalla             | Prueba              |
| ------------------- | --------------------- | ------------------- | ------------------- |
| 2004                | Atenas (Grecia)       | Medalla de oro      | 50 m libre S9       |
| 2004                | Atenas (Grecia)       | Medalla de oro      | 100 m libre S9      |
| 2004                | Atenas (Grecia)       | Medalla de oro      | 400 m libre S9      |
| 2004                | Atenas (Grecia)       | Medalla de oro      | 100 m mariposa S9   |
| 2004                | Atenas (Grecia)       | Medalla de oro      | 200 m estilos SM9   |
| 2004                | Atenas (Grecia)       | Medalla de plata    | 100 m espalda S9    |
| 2008                | Pekín (China)         | Medalla de oro      | 50 m libre S9       |
| 2008                | Pekín (China)         | Medalla de oro      | 100 m libre S9      |
| 2008                | Pekín (China)         | Medalla de oro      | 400 m libre S9      |
| 2008                | Pekín (China)         | Medalla de oro      | 100 m mariposa S9   |
| 2008                | Pekín (China)         | Medalla de oro      | 200 m estilos SM9   |
| 2012                | Londres (Reino Unido) | Medalla de oro      | 100 m mariposa S9   |
| 2012                | Londres (Reino Unido) | Medalla de oro      | 200 m estilos SM9   |
| 2012                | Londres (Reino Unido) | Medalla de oro      | 400 m libre S9      |
| 2012                | Londres (Reino Unido) | Medalla de plata    | 100 m libre S9      |